# William Swan Garvin
William Swan Garvin (* 25. Juli 1806 in Mercer, Mercer County, Pennsylvania; † 20. Februar 1883 ebenda) war ein US-amerikanischer Politiker. Zwischen 1845 und 1847 vertrat er den Bundesstaat Pennsylvania im US-Repräsentantenhaus.

## Werdegang
William Garvin genoss eine akademische Schulausbildung. Über 50 Jahre hinweg gab er in Mercer die Zeitung Western Press heraus. Zwischen 1837 und 1841 war er Posthalter seiner Heimatstadt. Politisch schloss er sich der Demokratischen Partei an.
Bei den Kongresswahlen des Jahres 1844 wurde Garvin im 22. Wahlbezirk von Pennsylvania in das US-Repräsentantenhaus in Washington, D.C. gewählt, wo er am 4. März 1845 die Nachfolge von Samuel Hays antrat. Bis zum 3. März 1847 konnte er eine Legislaturperiode im Kongress absolvieren. Diese war von den Ereignissen des Mexikanisch-Amerikanischen Krieges geprägt. Während seiner Zeit im Kongress war Garvin Vorsitzender des Ausschusses für öffentliche Liegenschaften.
Nach dem Ende seiner Zeit im US-Repräsentantenhaus arbeitete er als Mehlinspektor (Flour Inspector) in Pittsburgh. Zwischen 1867 und 1869 war er nochmals Posthalter der Stadt Mercer. Außerdem war er weiterhin als Journalist tätig. William Garvin starb am 20. Februar 1883 in Mercer, wo er auch beigesetzt wurde.